# Derivatizzazione
Con derivatizzazione si indica quel processo tramite cui, con delle reazioni chimiche, vengono sostituiti gruppi funzionali di molecole.

## Impiego in gascromatografia
In gascromatografia i gruppi funzionali che si vogliono sostituire sono: N-H, O-H ed SH, in modo da rendere molecole organiche poco volatili a volatilità maggiore.
Questo per rendere adatte all'analisi in GC-MS molecole che altrimenti non lo sarebbero.
La derivatizzazione si divide in quattro gruppi, a seconda della reazione impiegata:
- sililazione (comunemente trimetilsililazione)
- acilazione (classi di reattivi: fluoroanidridi acide, fluoroacilimidazoli)
- alchilazione (reattivi più comuni: dimetilformammide-dialchil-acetali, trialchilossonio-fluoroborati)
- esterificazione e trans-esterificazione (reattivi: alcoli con catalisi con HCl o BF3)